# Rouhling
Pour les articles homonymes, voir Rouhling (homonymie).
Rouhling [ʁulɛ̃] est une commune française située dans le département de la Moselle et le bassin de vie de la Moselle-Est, en région Grand Est. Elle fait également partie du Steinhart

## Géographie
Rouhling est une petite ville française d'environ 2 000 habitants située dans le département de la Moselle. Elle est traversée par le ruisseau du Hungerbach. La commune se situe à 310 mètres d'altitude.

### Communes limitrophes
| Lixing-lès-Rouhling      |                   | Grosbliederstroff |
| Nousseviller-Saint-Nabor | Rouhling          |                   |
|                          | Hundling, Ippling | Sarreguemines     |

### Écarts et lieux-dits
- Halling (ou Hallingen),
- Hettlingen (parfois écrit Heidlingen), mentionné en 1558 comme ban désert. Ne doit pas être confondu avec Hettlingen en Suisse.

### Hydrographie
La commune est située dans le bassin versant du Rhin au sein du bassin Rhin-Meuse. Elle est drainée par le ruisseau de Rouhling.

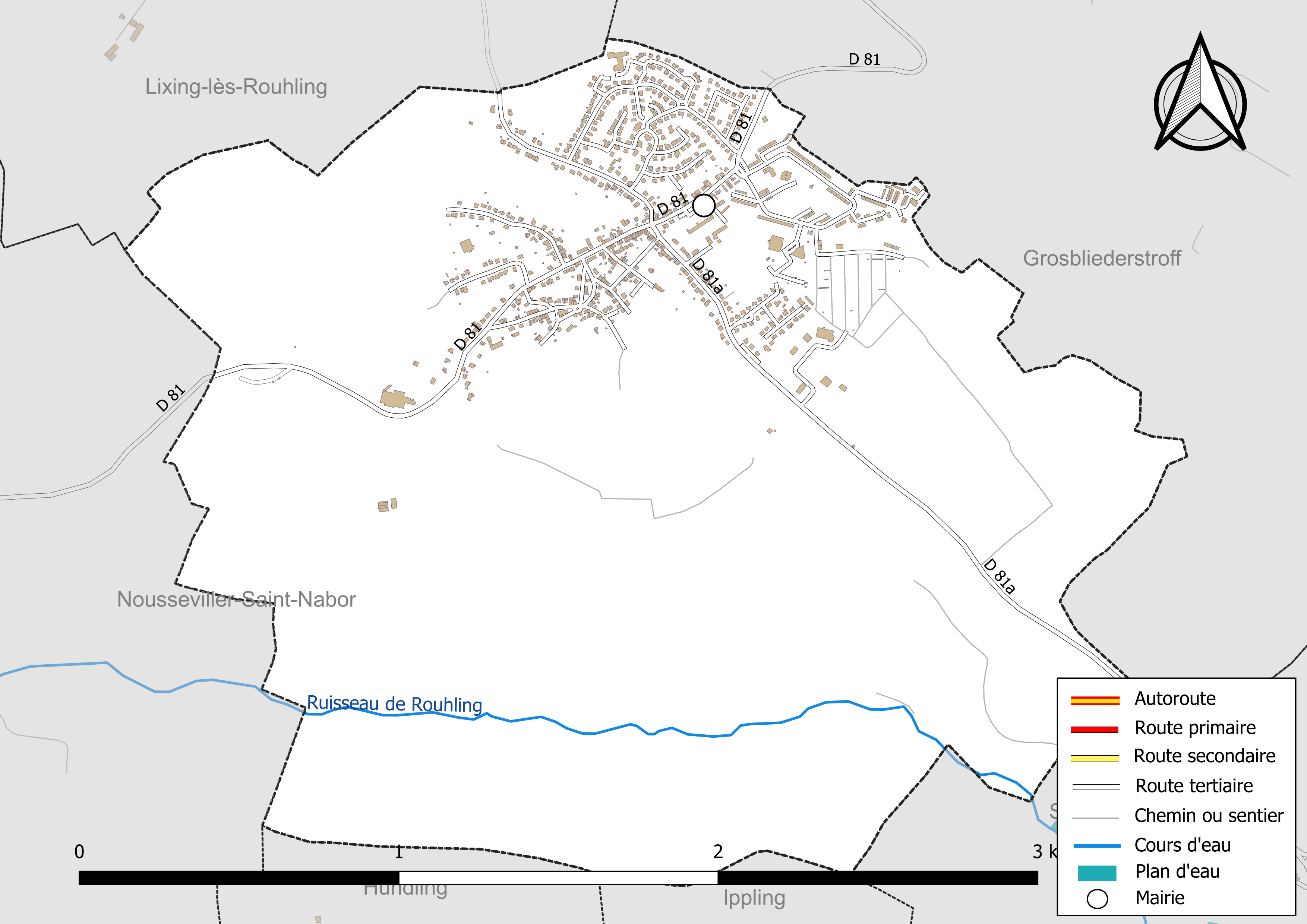
Réseaux hydrographique et routier de Rouhling.

### Climat
Pour des articles plus généraux, voir Climat du Grand Est et Climat de la Moselle.
En 2010, le climat de la commune est de type climat des marges montargnardes, selon une étude du Centre national de la recherche scientifique s'appuyant sur une série de données couvrant la période 1971-2000. En 2020, Météo-France publie une typologie des climats de la France métropolitaine dans laquelle la commune est exposée à un climat semi-continental et est dans une zone de transition entre les régions climatiques « Lorraine, plateau de Langres, Morvan » et « Vosges ». 
Pour la période 1971-2000, la température annuelle moyenne est de 9,5 °C, avec une amplitude thermique annuelle de 17,1 °C. Le cumul annuel moyen de précipitations est de 937 mm, avec 12,1 jours de précipitations en janvier et 9,9 jours en juillet. Pour la période 1991-2020, la température moyenne annuelle observée sur la station météorologique de Météo-France la plus proche, « Seingbouse », sur la commune de Seingbouse à 13 km à vol d'oiseau, est de 10,5 °C et le cumul annuel moyen de précipitations est de 731,4 mm. 
La température maximale relevée sur cette station est de 37,9 °C, atteinte le 25 juillet 2019 ; la température minimale est de −17 °C, atteinte le 20 décembre 2009,,. 
Les paramètres climatiques de la commune ont été estimés pour le milieu du siècle (2041-2070) selon différents scénarios d'émission de gaz à effet de serre à partir des nouvelles projections climatiques de référence DRIAS-2020. Ils sont consultables sur un site dédié publié par Météo-France en novembre 2022.

## Urbanisme

### Typologie
Au 1er janvier 2024, Rouhling est catégorisée ceinture urbaine, selon la nouvelle grille communale de densité à sept niveaux définie par l'Insee en 2022.
Elle appartient à l'unité urbaine de Rouhling, une unité urbaine monocommunale constituant une ville isolée,. Par ailleurs la commune fait partie de l'aire d'attraction de Sarreguemines (partie française), dont elle est une commune de la couronne,. Cette aire, qui regroupe 48 communes, est catégorisée dans les aires de 50 000 à moins de 200 000 habitants,.

### Occupation des sols
L'occupation des sols de la commune, telle qu'elle ressort de la base de données européenne d’occupation biophysique des sols Corine Land Cover (CLC), est marquée par l'importance des territoires agricoles (69,1 % en 2018), en diminution par rapport à 1990 (81,9 %). La répartition détaillée en 2018 est la suivante : 
prairies (38,6 %), terres arables (29,9 %), zones urbanisées (19,4 %), espaces verts artificialisés, non agricoles (10,3 %), forêts (1,3 %), zones agricoles hétérogènes (0,6 %). L'évolution de l’occupation des sols de la commune et de ses infrastructures peut être observée sur les différentes représentations cartographiques du territoire : la carte de Cassini (XVIIIe siècle), la carte d'état-major (1820-1866) et les cartes ou photos aériennes de l'IGN pour la période actuelle (1950 à aujourd'hui).

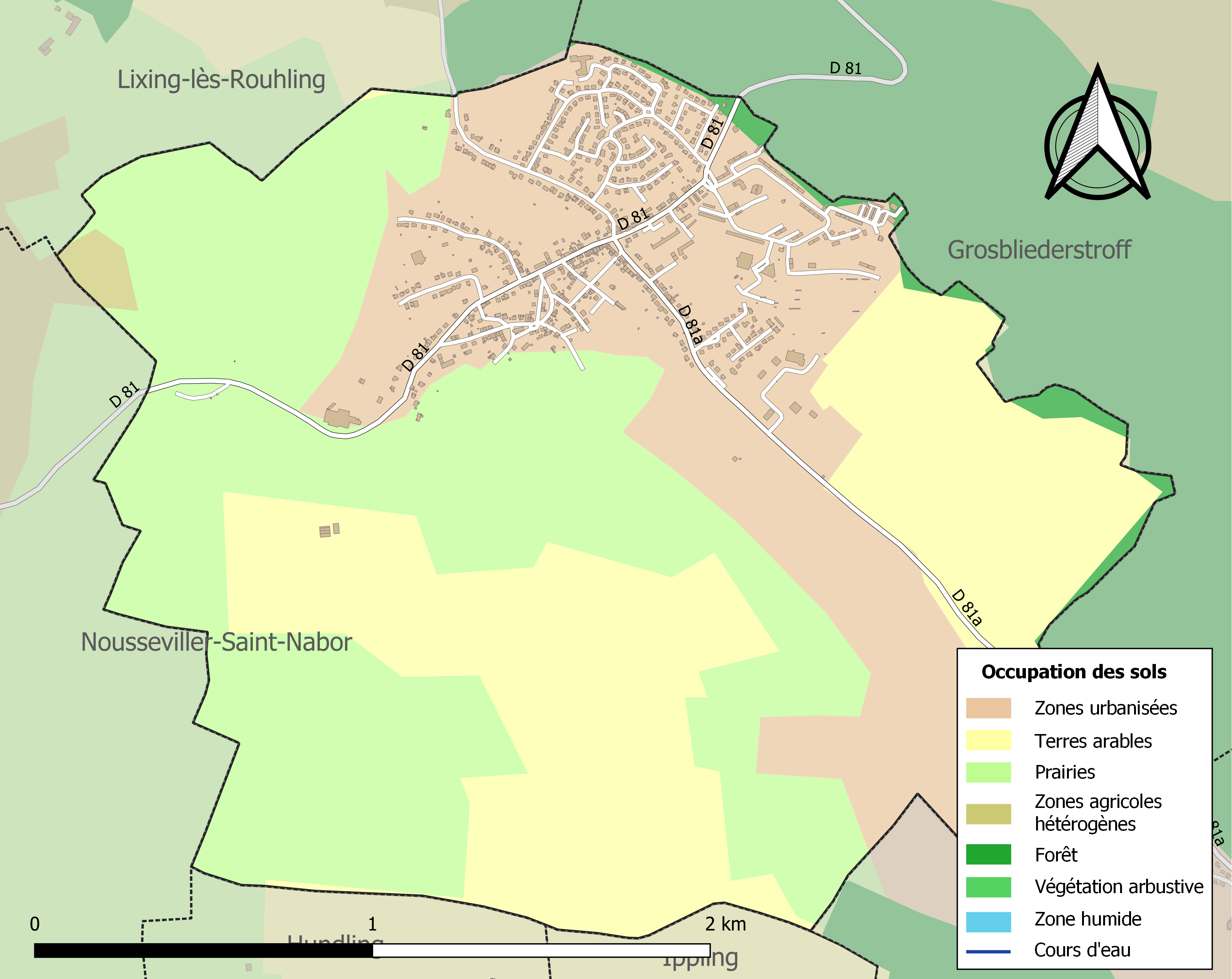
Carte des infrastructures et de l'occupation des sols de la commune en 2018 (CLC).

## Toponymie
- D'un nom de personne germanique, Roald ou Ruldo, suivi du suffixe -ing ou -ingen.
- 1249 : Raldinga ; 1315 : Ruldinga ; 1544 : Rullinga et Rolling ; 1576 : Rollingen ; 1581 : Rulingen et Ruhlingen ; 1594 : Rollingen ; 1682 : Rauling ; XVIIIe siècle : Rolingen ; 1801 : Rouhling ; 1871-1918 : Ruhlingen ; Rohling (carte Cassini).
- En francique lorrain : Rulinge[14].
- Sobriquet des habitants : Ruhlinger Prahler (les vantards de Rouhling)[15].

## Histoire
- Terre d'Empire, fief du comté de Sarrebruck, enclavé dans la Lorraine
- Les chevaliers teutoniques y avaient un domaine en 1558. En 1581, le duc Charles III de Lorraine renonça à toutes ses prétentions sur Rouhling en faveur du comte Philippe de Nassau-Sarrebruck
- Cédée à la France en 1797. Relevait de l'archevêché de Trèves jusqu'en 1822
- Fut d'abord incorporée au département de la Sarre et au canton de Sarrebrück, mais elle fut ensuite réunie par décret impérial du 5 avril 1813 au département de la Moselle et au canton de Sarreguemines
- Donnée par le Traité de Francfort à l'Empire allemand en 1871
- Cédée à la France par l'Armistice de 1918
- Annexée par le Troisième Reich en 1940
- Village sinistré[évasif] en 1944
- re-incorporé à la France en 1945

## Politique et administration

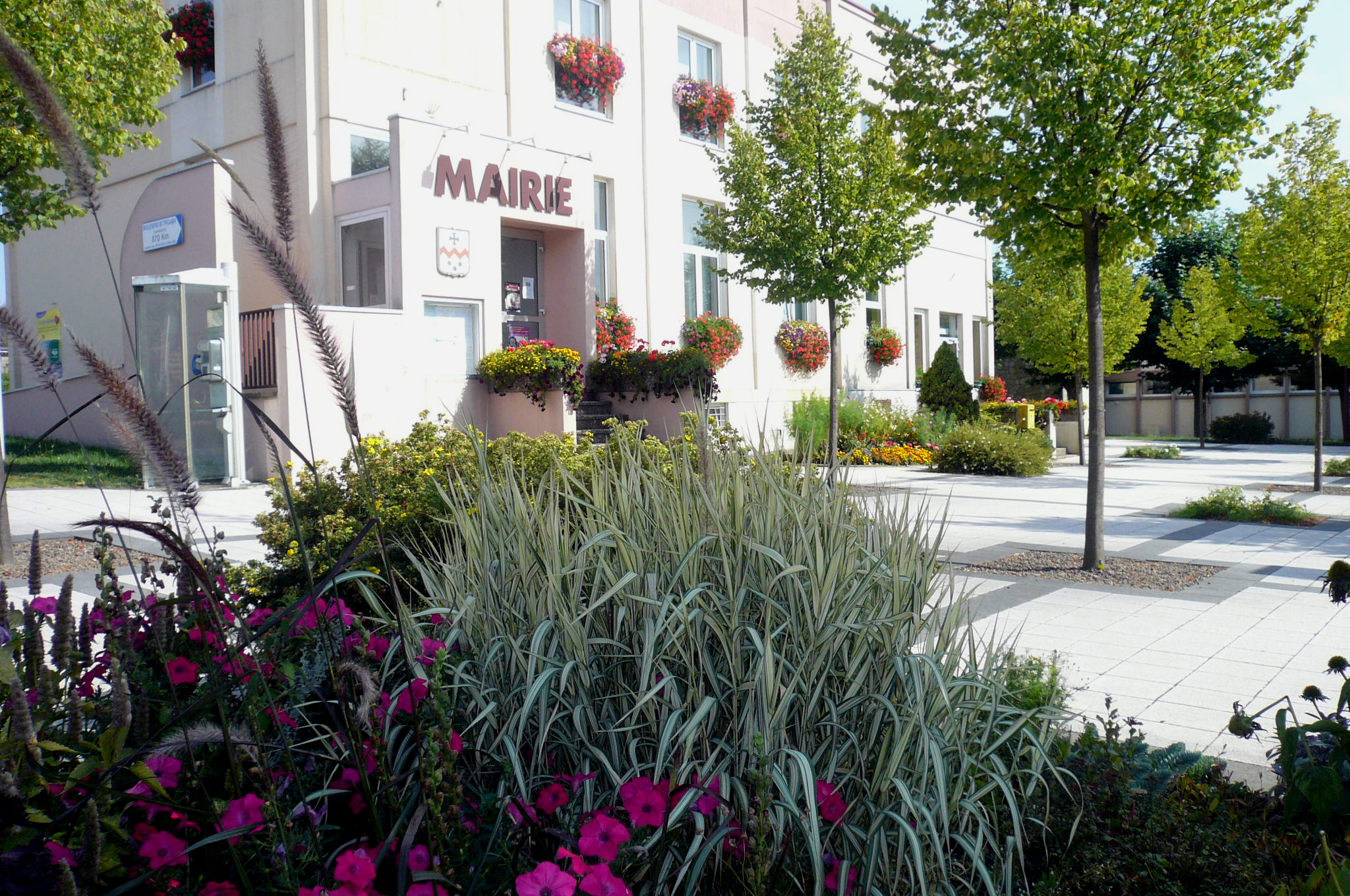
La mairie

### Administration municipale
Le nombre d'habitants au dernier recensement étant compris entre 1 500 et 2 499, le nombre de membres du conseil municipal est de 19.

## Démographie
L'évolution du nombre d'habitants est connue à travers les recensements de la population effectués dans la commune depuis 1806. Pour les communes de moins de 10 000 habitants, une enquête de recensement portant sur toute la population est réalisée tous les cinq ans, les populations de référence des années intermédiaires étant quant à elles estimées par interpolation ou extrapolation. Pour la commune, le premier recensement exhaustif entrant dans le cadre du nouveau dispositif a été réalisé en 2004.

En 2022, la commune comptait 1 965 habitants, en évolution de −5,89 % par rapport à 2016 (Moselle : +0,52 %, France hors Mayotte : +2,11 %).
| 1806  | 1821  | 1836 | 1841 | 1861 | 1866 | 1871 | 1875 | 1880 |
| ----- | ----- | ---- | ---- | ---- | ---- | ---- | ---- | ---- |
| 1 070 | 1 200 | 458  | 455  | 466  | 530  | 452  | 462  | 468  |

| 1885 | 1890 | 1895 | 1900 | 1905 | 1910 | 1921 | 1926 | 1931 |
| ---- | ---- | ---- | ---- | ---- | ---- | ---- | ---- | ---- |
| 460  | 447  | 452  | 457  | 463  | 480  | 474  | 475  | 470  |

| 1936 | 1946 | 1954 | 1962  | 1968  | 1975  | 1982  | 1990  | 1999  |
| ---- | ---- | ---- | ----- | ----- | ----- | ----- | ----- | ----- |
| 482  | 353  | 586  | 1 926 | 1 927 | 1 897 | 1 920 | 1 915 | 1 957 |

| 2004  | 2006  | 2009  | 2014  | 2019  | 2022  | - | - | - |
| ----- | ----- | ----- | ----- | ----- | ----- | - | - | - |
| 2 007 | 1 994 | 2 040 | 2 055 | 2 005 | 1 965 | - | - | - |

## Culture locale et patrimoine

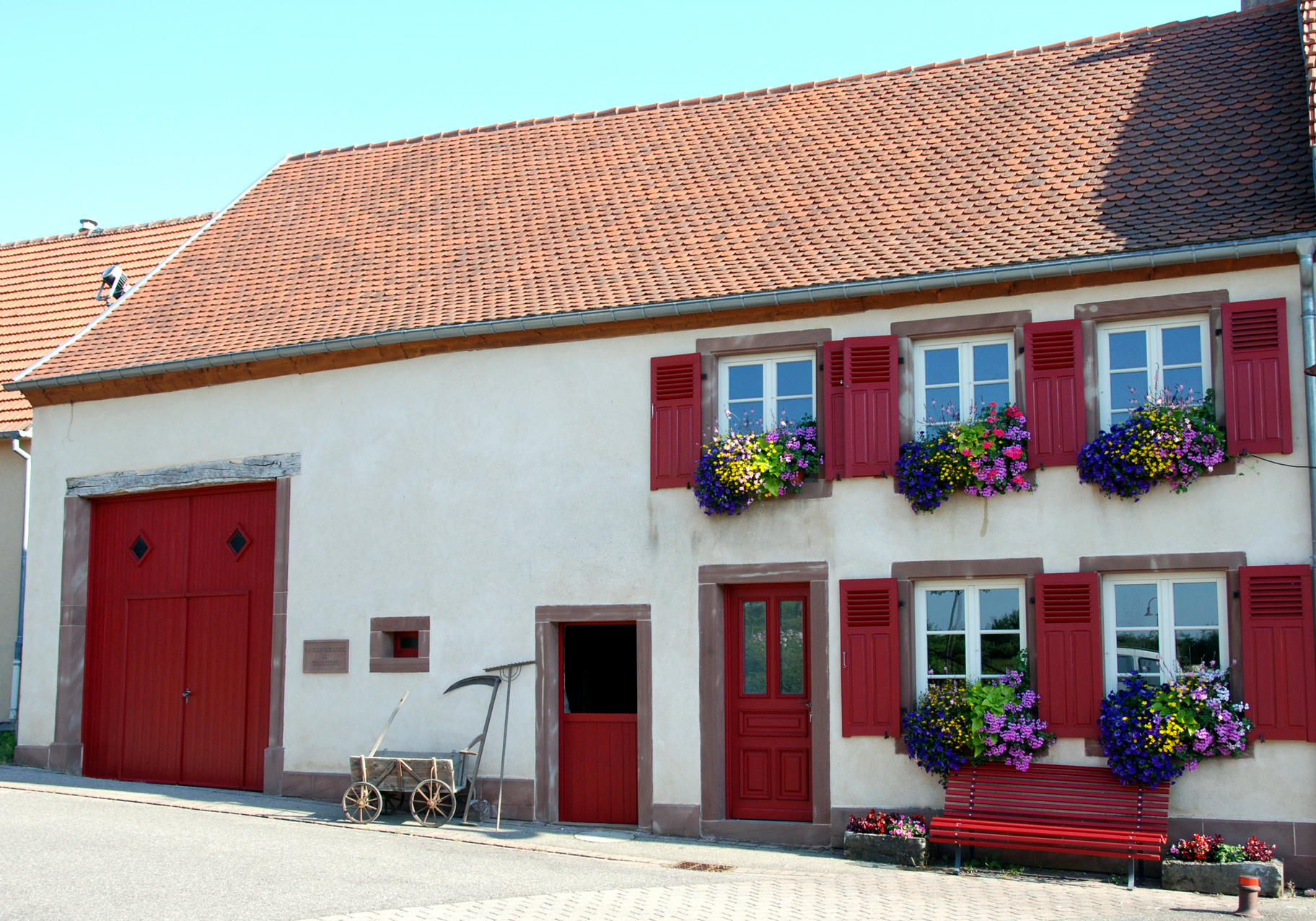
Maison lorraine

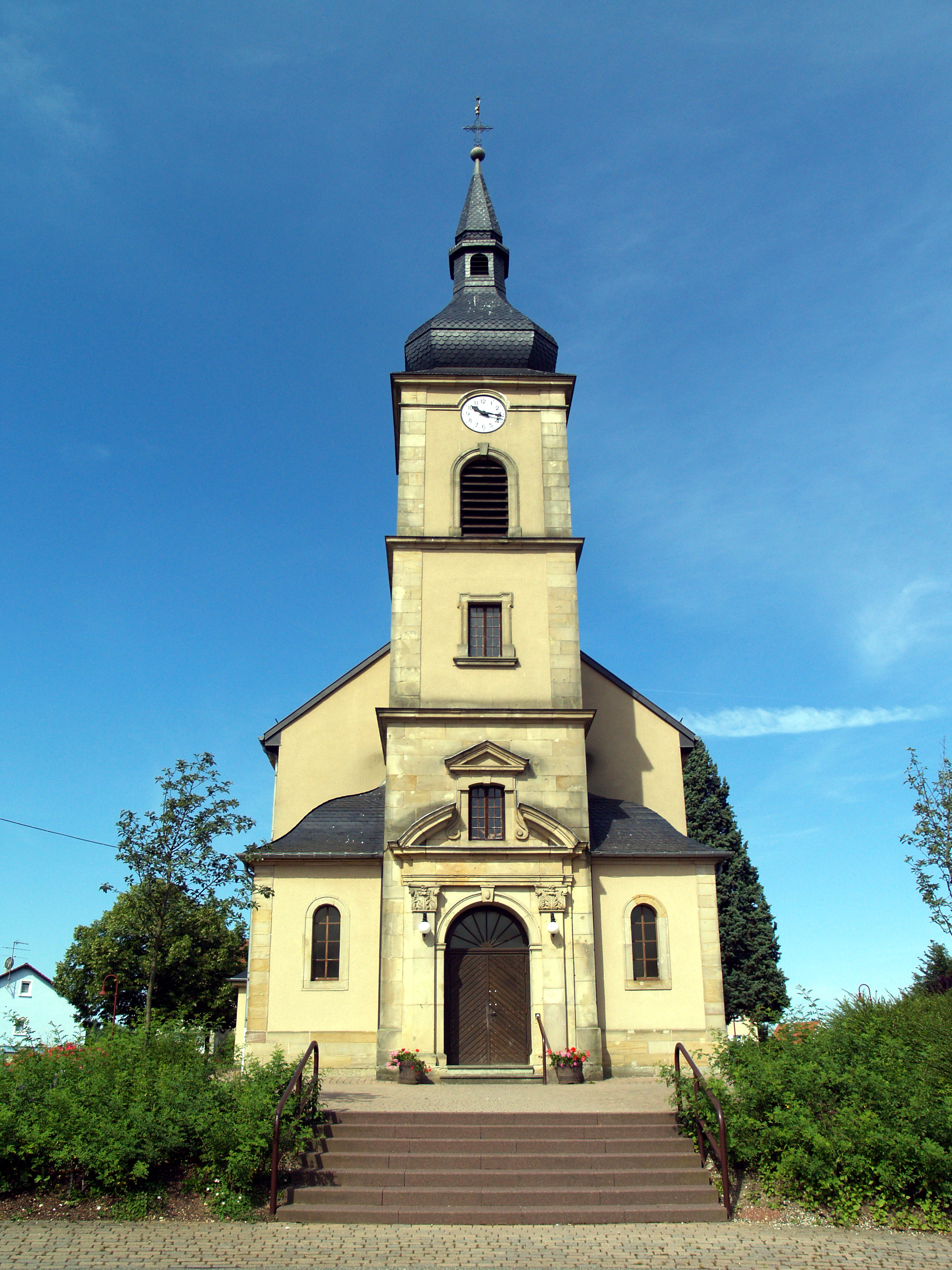
Église Saint-Étienne

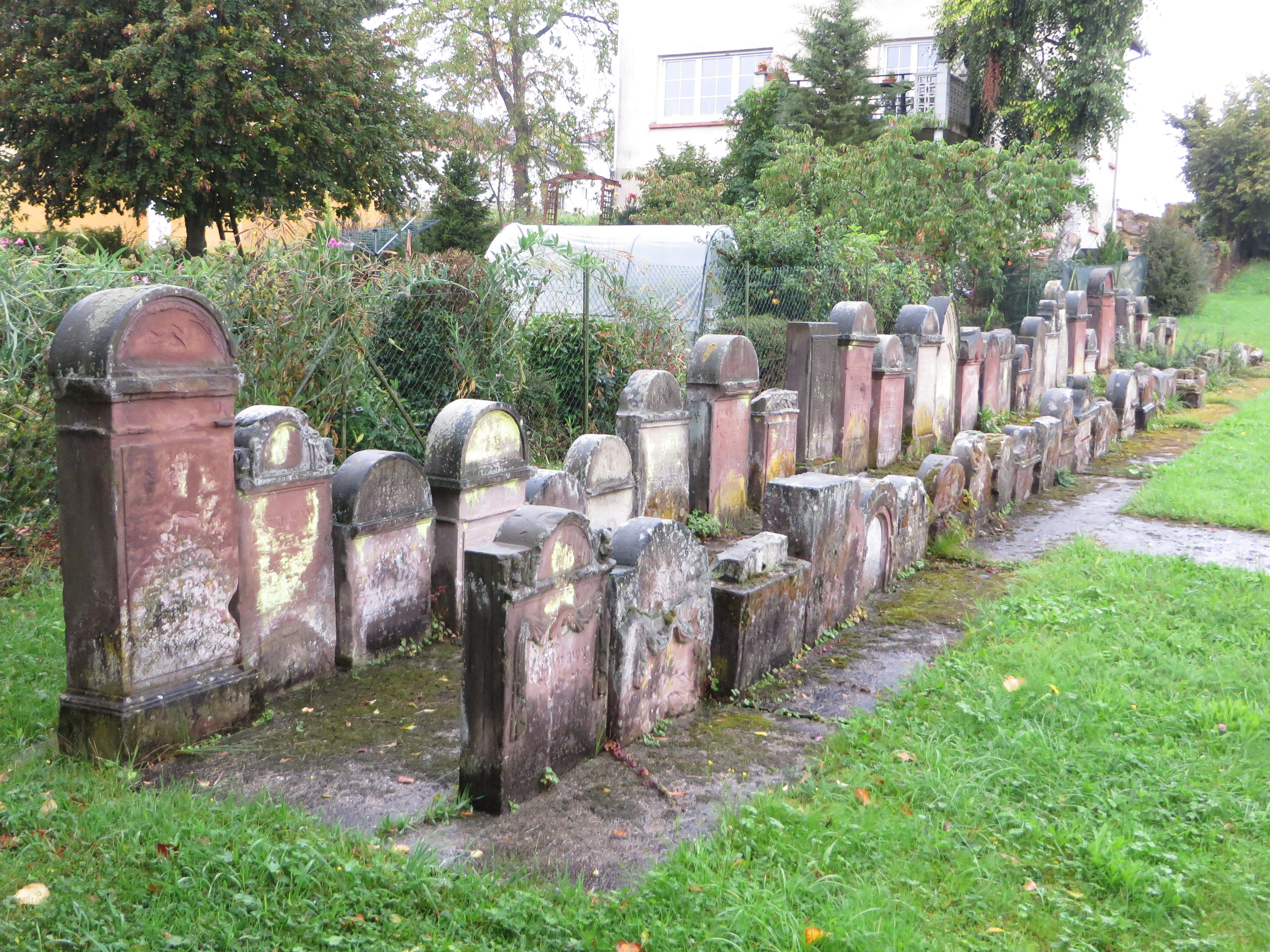
Le cimetière israélite

### Lieux et monuments
- Passage d'une voie romaine ; vestiges : villa, balneum, monnaies, tessons de poterie.
- Nouvelle église Saint-Étienne 1834, reconstruite et modernisée après 1950.
- Cimetière israélite créé fin XVIIIe siècle.

### Personnalités liées à la commune
- Lucien Schmitthäusler (1935-2020), écrivain dialectophone et éducateur, mort à Rouhling

### Héraldique
| Blason de Rouhling | Blason  | D'argent à une fasce vivrée de gueules, accompagnée en chef d'une croisette pattée de sable, et en pointe de trois cailloux du même, posés 2 et 1 |
| Blason de Rouhling | Détails | Le statut officiel du blason reste à déterminer.                                                                                                  |

## Pour approfondir